# Medair
Medair es una organización internacional cristiana humanitaria sin fines de lucro. Medair proporciona ayuda de emergencia y reconstrucción en las áreas de la salud y la nutrición, agua, saneamiento y higiene, así como la vivienda y las infraestructuras. Su sede se encuentra en Écublens, Suiza y su director general es Jim Ingram, desde 2011.

## Historia
En 1988, un pequeño grupo de ocho voluntarios, dirigidos por los doctores Erik y Josianne Volkmar, fue a la región de Soroti, en Uganda afectados por el conflicto, con el apoyo de tres organizaciones asociadas: Médicaments Pour l'Afrique (MEDAF), Mission Aviation Fellowship (MAF), y Juventud con una misión. Su objetivo era establecer una organización que pueda responder a las crisis más rápidamente que cada entidad individual. Este primer proyecto vino a la ayuda de las personas desplazadas que buscan establecerse en ciudades que no cuentan con servicios esenciales. A su regreso a Suiza en 1989, Medair fue registrada como organización sin fines de lucro. En 1990, los miembros de este primer grupo llevaron a cabo una evaluación para un segundo proyecto en Akobo, Sudán. En 2022, dijo que estaba trabajando en 13 países.

## Programas
Medair responde a las crisis por los programas de ayuda de emergencia y reconstrucción que se centran en: salud y nutrición; agua, saneamiento y promoción de la higiene (WASH); así como la vivienda y las infraestructuras.